# Culverthorpe
Culverthorpe – przysiółek w Anglii, w Lincolnshire, w dystrykcie North Kesteven, w civil parish Culverthorpe and Kelby. Leży 32,3 km od Lincoln i 161,1 km od Londynu.
W 1921 roku civil parish liczyła 81 mieszkańców. Culverthorpe jest wspomniana w Domesday Book (1086) jako Torp.